# Departementsfrisen

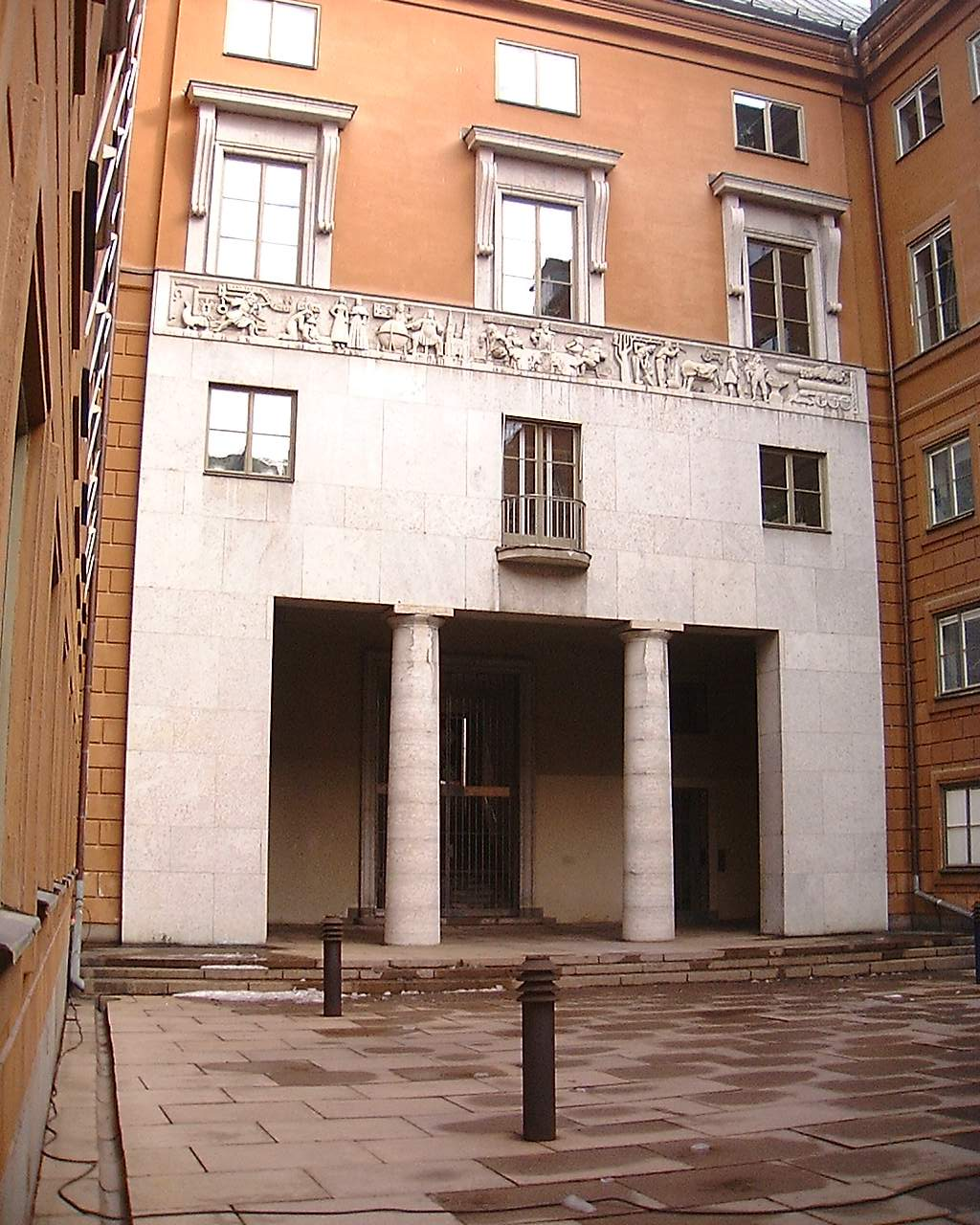
Departementsfrisen.

Departementsfrisen är en skulpterad fris utförd av konstnären Stig Blomberg som pryder fasaden på Kanslihuset (nuvarande Ledamotshuset) i Stockholm. Den färdigställdes 1935.
Frisen illustrerar de sju departement som skulle inrymmas i det dåvarande Kanslihuset. Från vänster: Justitiedepartementet, Socialdepartementet, Ecklesiastikdepartementet, Statsrådsberedningen, Jordbruksdepartementet, Handelsdepartementet och Kommunikationsdepartementet.
En modell av frisen finns utställd på Skissernas museum i Lund.

## Bilder

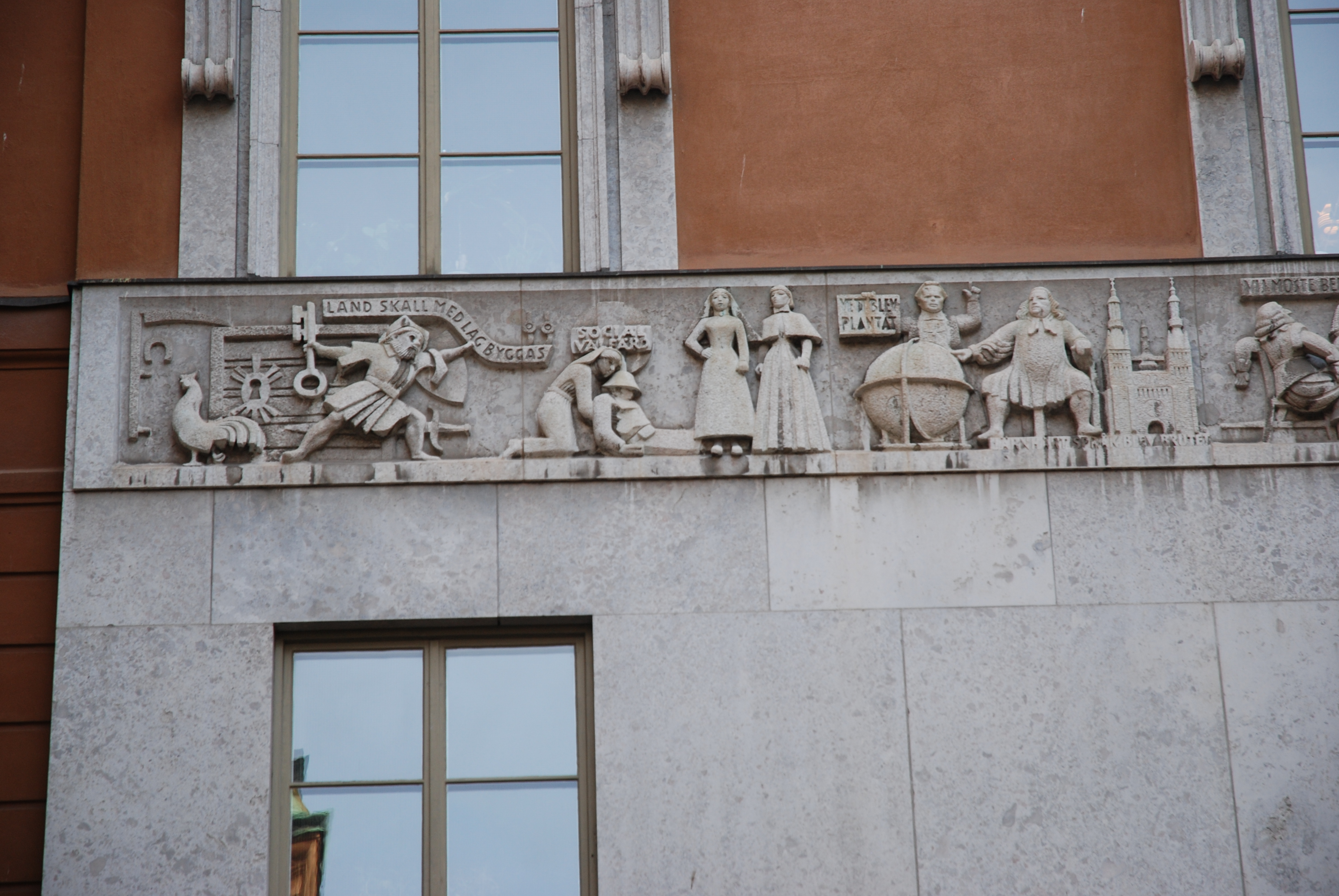
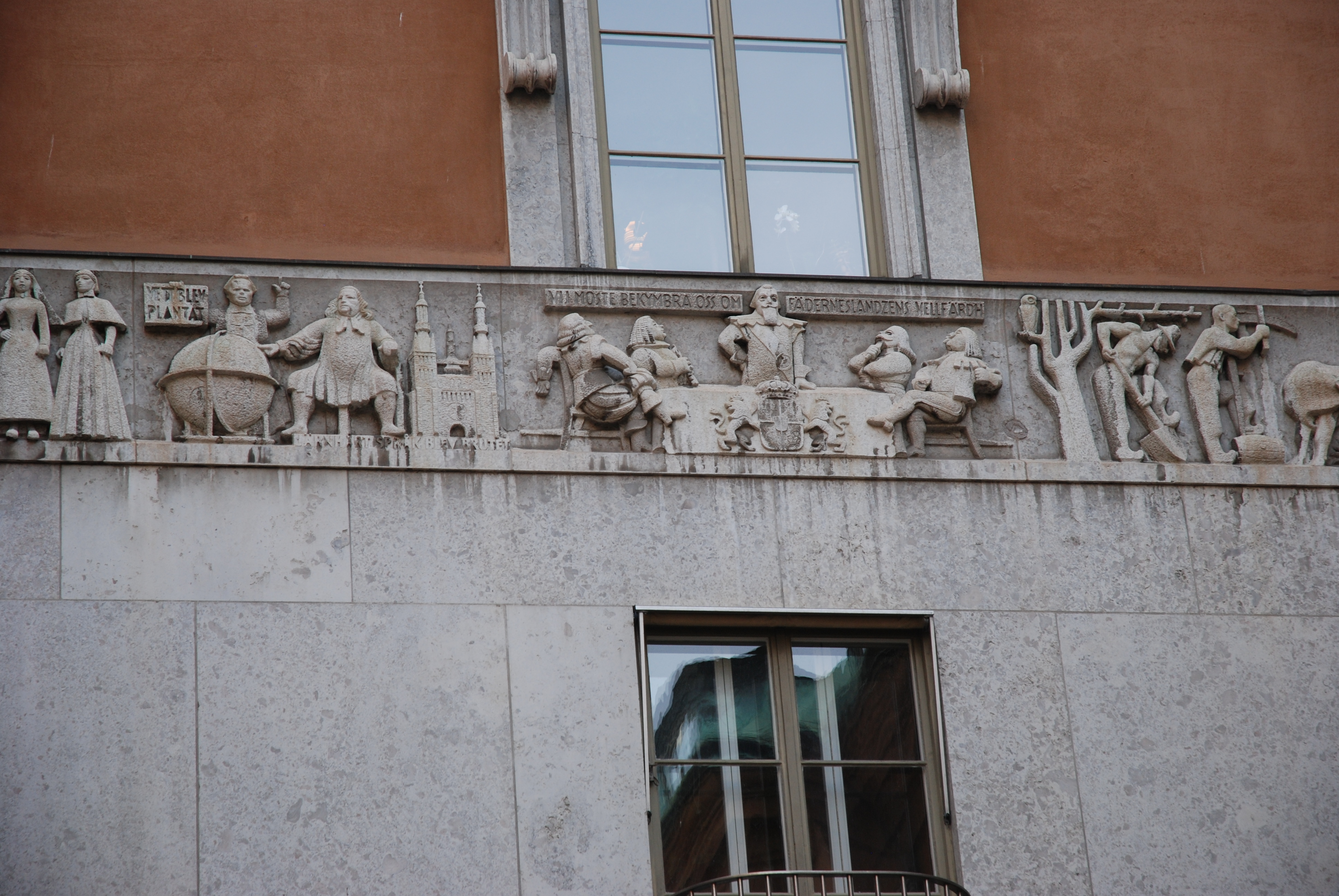
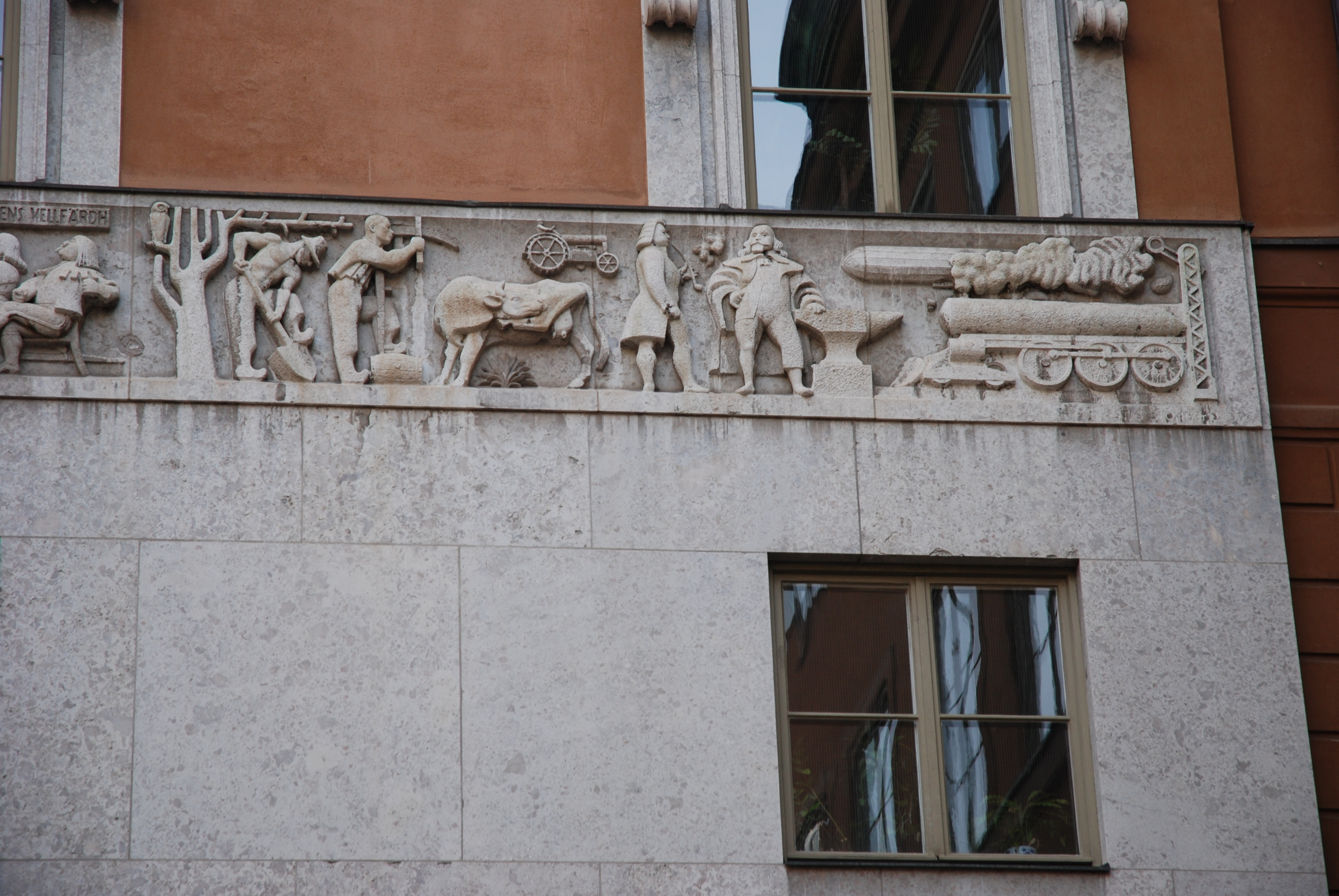